# Cnestis racemosa
Cnestis racemosa är en tvåhjärtbladig växtart som beskrevs av George Don jr. Cnestis racemosa ingår i släktet Cnestis och familjen Connaraceae. Inga underarter finns listade i Catalogue of Life.